# Lexington (Észak-Karolina)
Lexington város az USA Észak-Karolina államában. Lakosainak száma 19 632 fő (2020. április 1.).

## Népesség
A település népességének változása:

| 2010 | 18 931 |
| 2020 | 19 632 |